# Lorinac
Lorinac (mađ. Lőrinci) je gradić na sjevernom dijelu istočne polovine Mađarske.  
Površine je 23,53 km četvorna.  

## Zemljopisni položaj
Nalazi se kod tromeđe Nogradske, Peštanske i Heveške županije, na sjeverozapadu Heveške županije. Zapadno je Nagykokenyes, sjeverno je Zagyvaszanto, sjeveroistočno je Petofibanya, istočno je Ecsed, južno je Hatvan, a jugozapadno Heréd.

## Upravna organizacija
Upravno pripada hatvanskoj mikroregiji u Heveškoj županiji. Poštanski je broj 3021, a neka pripadna naselja imaju broj 3023. Ovdje djeluje romska manjinska samouprava.

## Povijest
1989. je iz Lorinca izdvojena Petofibanya a 1992. je Lorinac stekao status grada.

## Promet
Kroz Lorinac prolazi željeznička pruga koja povezuje Hatvan i Salgotarjan. Zapadno od Lorinca prolazi državna cestovna prometnica br. 21, a južno prolazi autocesta E71 (M3).

## Stanovništvo
2001. je godine u Lorincu živjelo 6147 stanovnika, većinom Mađara, te nešto Roma.

## Poznate osobe
- György Kepes

## Vanjske poveznice
- Službene stranice
- Zračne slike